# Ampedus sanguineus
Ampedus sanguineus (Linnaeus, 1758) è un coleottero appartenente alla famiglia Elateridae (sottofamiglia Elaterinae, tribù Ampedini).

## Descrizione

### Adulto
Ampedus sanguineus presenta una forma allungata con l'addome molto lungo rispetto al capo ed al torace. Le zampe sono quasi filiformi. Le antenne sono divergenti. Le elitre presentano una colorazione rosso vivo che si contrappone al nero del torace.

### Larva
Le larve sono simili a vermi robusti e cilindrici.

## Biologia
Le larve si nutrono di radici e la vita larvale può durare più di 4 anni.
La vita adulta dura pochi mesi, e durante questo periodo gli Ampedus cercano di più il partner che il cibo, anche se occasionalmente possono essere visti sui fiori che si nutrono del polline e dei petali, a differenza delle femmine che, invece si nutrono di foglie. Dopo l'accoppiamento i maschi generalmente muoiono mentre le femmine vivranno ancora il tempo necessario per lo sviluppo e la deposizione delle uova.
Gli Ampedus sanguineus non sono abili volatori, infatti, quando avvertono il pericolo preferiscono usare il loro tipico meccanismo a molla, piuttosto che volare via. Tuttavia i maschi, per avvicinarsi alle femmine volano, seppur per brevi distanze.

## Distribuzione e habitat
Questo coleottero vive in tutta Europa.
Predilige ambienti boschivi dove vi siano querce, faggi e pini.

## Conservazione
A. sanguineus è inserito nella Lista rossa IUCN, valutato come specie a rischio minimo di estinzione.